# Frosti Sigurjonsson

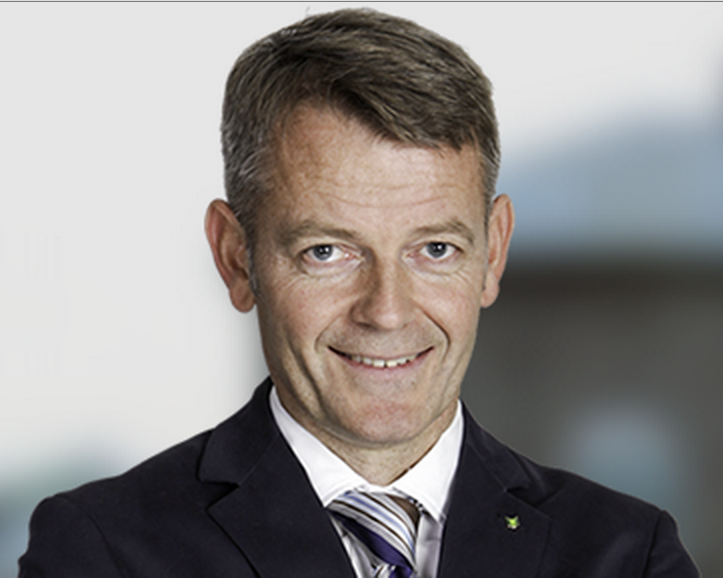
Frosti Sigurjonsson (2013)

Frosti Sigurjonsson, född 19 december 1962, är en isländsk politiker och ledamot i Alltinget, Islands parlament, för Framstegspartiet.